# Bächenstock
Der Bächenstock ist ein Berg in den Glarner Alpen im Schweizer Kanton Uri.
Der Bächenstock ist 2943 m ü. M. hoch und liegt nördlich des Oberalptals. Auf dem Gipfel stossen die Gebiete der Gemeinden Göschenen und Gurtnellen aneinander.